# Vale tudo

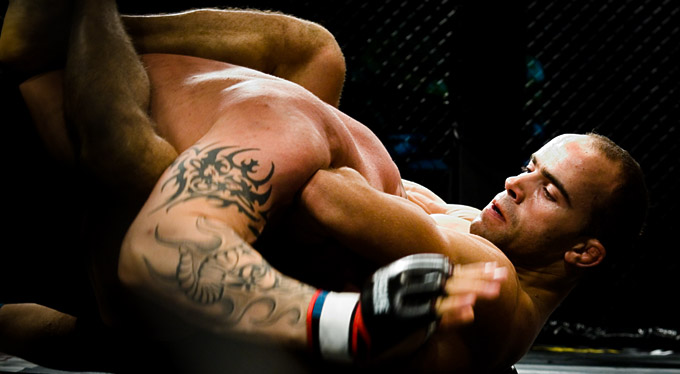
Hai võ sĩ võ tự do

Võ tự do hay Vale tudo (phát âm Bồ Đào Nha: [Vali tudu], có nghĩa là "tất cả mọi thứ đều được cho phép", hoặc "được xài bất cứ chiêu gì") là tên gọi cho một môn võ chiến đấu đối kháng bằng tay không với một số giới hạn các quy tắc và là môn võ phổ biến tại Ba Tây trong thế kỷ 20. Võ tự do-Vale Tudo sử dụng kỹ thuật chiến đấu từ nhiều phong cách võ nghệ cho nó tương tự như những môn võ hiện đại hay những môn thi đấu võ thuật hỗn hợp. Võ tự do sử dụng các chiêu thức của quyền Anh, quyền Thái (sau này), vật, Nhu thuật Brasil... Những cuộc chiến đấu võ tự do đã trở thành phổ biến trong rạp xiếc Brazil trong những năm 1920. Hai đấu thủ tham gia vào một trận chiến trong một lồng sắt và đánh nhau cho đến khi tìm ra người thắng cuộc.Môn võ này được nhiều người nhìn nhận giống akido nhưng người ta cho rằng môn võ này tần khốc hơn nhiều.môn võ này thậm chí còn bị cầm dùng vì mức độ tàn khốc của nó

## Một số võ sĩ
Những võ sĩ là người Brazil gồm:
- Carlos Gracie
- Helio Gracie
- Carlson Gracie
- Rickson Gracie
- Rorion Gracie
- Ryan Gracie
- Renzo Gracie
- José Landi-Jons
- Rei Zulu
- Marco Ruas
- Wanderlei Silva
- Vitor Belfort
- Evangelista Santos
- Renato Sobral
- Mauricio Rua
- Murilo Rua
- Anderson Silva
- Fabricio Werdum
- Antonio Rodrigo Nogueira
- Valdemar Santana
- Frederico Lapenda
- Jose Aldo
- Jorge Patino

Những võ sĩ không là người Brazil gồm:
- Igor Vovchanchyn
- Mitsuyo Maeda
- Masahiko Kimura
- Bas Rutten
- Chael Sonnen
- Fedor Emilianenko
- Dan Henderson
- Chuck Liddell